# Galium friedrichii
Galium friedrichii là một loài thực vật có hoa trong họ Thiến thảo. Loài này được N.Torres & al. mô tả khoa học đầu tiên năm 2001.